# Evil Twin: Cyprien’s Chronicles
Evil Twin: Cyprien's Chronicles – komputerowa przygodowa gra akcji wyprodukowana przez francuskiego producenta gier In Utero i wydana w 2001 roku przez Ubisoft na platformy PlayStation 2, Sega Dreamcast oraz Windows.
Gracz wciela się w niej w Cypriena – młodego chłopca, który w dniu swoich urodzin stracił rodziców. Staje się in ofiarą własnego koszmaru i przenosi się do krainy zwanej Undabed. Jego celem staje się odnalezienie legendarnej Zipetki, w czym przeszkadza mu Władca i jego potwory.